# ヨハン・ゴットリープ・ゴルトベルク
ヨハン・ゴットリープ・ゴルトベルク（Johann Gottlieb Goldberg 1727年3月14日受洗 – 1756年4月13日）は、ドイツのヴィルトゥオーゾハープシコード奏者、オルガニスト、バロック後期から古典派初期にかけての作曲家。おそらくヨハン・ゼバスティアン・バッハの『ゴルトベルク変奏曲』の初演者ではないかと考えられており、曲がその名を冠していることによってよく知られている。

## 生涯
ゴルトベルクはポーランド・リトアニア共和国、王領プロイセンのグダニスクに生まれた。他にケーニヒスベルク生まれであるとされることもある。1727年3月にグダニスクの聖マリア教会で洗礼を受けている。幼少期について確かなことはあまり知られていないが、奏者として並外れた才能によって1737年頃にロシア帝国の在ザクセン大使だったヘルマン・カール・フォン・カイザーリンク（de:Hermann Carl von Keyserlingk）伯爵の関心を引いていた。伝えられるところではJ.S.バッハとその長男であるヴィルヘルム・フリーデマン・バッハに師事していたとされるが、その修業期間についてはわかっていない。場合によってはグダニスクでカイザーリンクに認められた直後の1737年には早くもJ.S.バッハの下で学んでおり、その後1745年以前のいずれかの時期にW.F.バッハに学んだのではないだろうか。なぜならW.F.バッハはカイザーリンクの大使としての駐在期間中、ドレスデンにいたからである。
ゴルトベルクの生涯で最も有名な出来事は、J.S.バッハの伝記作家であるヨハン・ニコラウス・フォルケルが詳述している。おそらく1741年のこと、不眠症であったカイザーリンク伯爵の入眠を助けるべく演奏されたバッハ作曲の変奏曲が関わっている。カイザーリンクが贔屓にしていたハープシコード奏者は14歳のゴルトベルクであり、彼は卓越した技巧によって非常な技術的困難を伴う楽曲を演奏することができたのであった。伯爵が実際にその演奏によって眠りに就くことができたのかどうかは記録に残っていないが、そのバッハ作品は彼の大のお気に入りであったとフォルケルは書き残している。出来事から60年後の1802年にフォルケルはこう記した。
[伯爵は]しばしばライプツィヒに立ち寄り、そこに前述のゴルトベルクを連れてきて彼にバッハの指導を受けさせようとした。伯爵は病で夜中に眠れなくなることが頻繁にあった。そうした時、彼の家で暮らしていたゴルトベルクは控えの間で夜を明かし、不眠の主人のために演奏をせねばならなかった。（中略）ある時、伯爵はバッハに向かって次のように言った。ゴルトベルクのための鍵盤楽曲がいくつか欲しい、自分が眠れない夜に少し元気づけられるような滑らかでいくらか活気のあるものがよい、と。バッハはそれまで同じ和音進行が繰り返されるため変奏曲の作曲は気乗りしないと思っていたが、自分が伯爵の希望を叶えるには変奏曲が最適であると考えた。しかしこの時すでに彼の作品はどれも芸術の規範となっていたので、そうやってこの変奏曲も手中にし得たのだった。彼はそれでもこのジャンルには1つの作品しか残さなかった。以降、伯爵は作品を常に「自分の」変奏曲と呼んだ。彼は作品に飽きることなく、長きにわたって眠れない夜になると「ゴルトベルク君、私の変奏曲からどれか弾いてくれたまえ。」と言うのであった。バッハが1作品でこの曲ほどに報酬を受け取った楽曲はなかったのではないか。伯爵はバッハに100ルイドール金貨を満たした金のゴブレットを授けたのである。にもかかわらず、たとえ支払われた金額がそのさらに1,000倍であったとしても、曲の芸術的価値への対価としてはまだ足りないだろう。
フォルケルが記した逸話の正確性にはしばしば疑問が呈されており、実際のところバッハの熱烈な伝記作家による脚色がなされていると思われる。しかし、ゴルトベルクは当時ヴィルトゥオーゾ奏者として知られており、ちょうどカイザーリンクに雇用されていた時期にあたり、しかも彼が作曲したカンタータがバッハのカンタータに類似していることから場所はライプツィヒであった可能性が最も高いと思われるのである。師弟関係についてはカンタータの類似性のみを根拠に多くの研究者に提唱されてきている。
ゴルトベルクは1745年頃にカイザーリンク伯爵のもとを離れ、その後しばらく歴史から姿を消す。次に記録に現れるのは1750年頃のことで、W.F.バッハが1767年に出した書簡で書かれた演奏会の中に登場する。1751年にはハインリヒ・フォン・ブリュール伯爵に雇われ、その後短い生涯を終えるまでその職に留まった。結核により29歳でこの世を去り、1756年4月15日にドレスデンで埋葬された。

## 作品
ゴルトベルクの作品は彼の名前を冠したバッハ作品に比べると遥かに知名度が低いが、様式には広い幅があり、音楽史上の過渡期に現れた流行の大半から影響を受けていることが認められる。初期の作品はJ.S.バッハの作品と似通っており、このことから彼が有名作曲家に師事したという話がおそらく確からしいと考えられる。後年の作品ではとりわけギャラント様式を使用していることから、彼がドレスデンの宮廷で人気の様式に敏感であったことがうかがえる。晩年の作品、特に協奏曲においてはバッハの息子であるC.P.E.バッハのものと同種の洗練された和声用法がみられるが、これらはブリュール伯爵の音楽家のために書かれたのであろう。シンコペーション、半音階進行、大きな幅のある旋律はこうした晩年の作品の特徴である。
彼はバッハに師事していた期間にカンタータを作曲しており、例えば1745年から1746年頃には聖ヨハネの日の祝祭のための教会カンタータ『Durch die herzliche Barmherzigkeit』がある。作品には他にもトリオ・ソナタ、全ての調性を使用した24のポロネーズなどの鍵盤楽曲、ハープシコードのための協奏曲、散逸してしまったコラール前奏曲集などがある。

## 関連文献
- Norman Rubin, "Johann Gottlieb Goldberg".  The New Grove Dictionary of Music and Musicians, ed. Stanley Sadie.  20 vol.  London, Macmillan Publishers Ltd., 1980.  ISBN 1-56159-174-2 (Note: this article is identical to that in the current online version of the New Grove)
- Entry on Johann Gottlieb Goldberg in The Concise Edition of Baker's Biographical Dictionary of Musicians, 8th ed.  Revised by Nicolas Slonimsky.  New York, Schirmer Books, 1993.  ISBN 0-02-872416-X
- Ralph Kirkpatrick.  Edited score to the Goldberg Variations.  New York/London:  G. Schirmer, 1938.  Contains an extensive preface by the editor and a facsimile of the original title page.